# Adriana Troyo Rodríguez
Adriana Troyo Rodríguez (San José, 5 de enero de 1977) es una científica costarricense

## Primeros años y vida personal
Nació en San José, el 5 de enero de 1977. Es hija de Jorge Enrique Troyo Barahona y Ana María Rodríguez Bolaños. Realizó sus estudios de primaria y secundaria en Colegio Saint Francis, ubicado en Moravia, San José. Luego de sus estudios doctorales (ver abajo), contrajo matrimonio el 30 de enero de 2016 con José María López García, español radicado en Costa Rica.

## Estudios superiores
Cuenta con una Licenciatura en Microbiología y Química Clínica de la Universidad de Costa Rica (2000) y un Doctorado (PhD) realizado en el Programa Interdisciplinario (Epidemiología, Geografía y Enfermedades Infecciosas) de la Universidad de Miami.

## Carrera e investigación
La Dra. Troyo es profesora catedrática e investigadora de la Facultad de Microbiología y del Centro de Investigación en Enfermedades Tropicales (CIET) de la Universidad de Costa Rica. Se ha destacado por sus investigaciones en temas como Toxoplasma gondii, enfermedad de Chagas, ácaros en monos, rickettsiosis, entomología forense, ectoparasitosis, úlceras dérmicas por larvas de moscas, ecología de mosquitos, dengue y otros arbovirus.
Sus aportes incluyen investigaciones relacionadas con la entomología médica, especialmente enfermedades de importancia en salud pública transmitidas por insectos y otros artrópodos como dengue, rickettsiosis y enfermedad de Chagas. Sus estudios sobre dengue y Aedes aegypti son los más destacados por la relevancia de este tema en el ámbito nacional y regional. En el campo internacional se destaca también por sus aportes al conocimiento de las garrapatas y rickettsias en América Central. Tiene más de 80 publicaciones científicas en revistas nacionales e internacionales.
En 2010, recibió el galardón de Científica Destacada del Año de parte del Ministerio de Ciencia y Tecnología (MICIT) por sus aportes a la investigación y control del Aedes aegypti.
En la Facultad de Microbiología, UCR, la Dra. Troyo es docente principalmente en cursos de Entomología Médica, Parasitología General y Epidemiología. Además, ha sido profesora invitada para dictar charlas sobre tópicos diversos en otras universidades incluyendo Universidad Nacional de Costa Rica, Universidad Stanford, Westminster College, entre otras.
La Dra. Troyo es miembro del Comité Americano de Entomología Médica (American Committee of Medical Entomology, ACME) de la reconocida Sociedad Americana de Medicina Tropical e Higiene (American Society of Tropical Medicine and Hygiene, ASTMH); fue electa miembro del Consejo Ejecutivo de ACME para el periodo 2020-2024 y presidió este comité (ACME Chair) en el periodo 2023-2024.